# Moacir Silva Arantes
Dom Moacir Silva Arantes (Itapecerica, 3 de junho de 1969) é um bispo católico brasileiro, atual bispo de Diocese de Barreiras .

## Biografia
Foi ordenado diácono em 07 de fevereiro de 1999 e sacerdote no dia 14 de agosto do mesmo ano, pela imposição das mãos de Dom José Belvino, na Matriz de São Bento, em Itapecerica.
É formado em Filosofia e Teologia pela PUC de Belo Horizonte. Em sua trajetória sacerdotal, padre Moacir foi assessor diocesano da Pastoral da Juventude, em 1995; coordenador da Pastoral Vocacional (2001 a 2003); reitor do Seminário Diocesano (2000 a 2003); representante dos presbíteros (2004 a 2005); diretor Espiritual no Seminário de Teologia (2010 a 2014); assessor eclesiástico diocesano da Pastoral Familiar (2004 a 2014); membro do Conselho Presbiteral da diocese (2000 a 2014); membro do Conselho Diocesano de Pastoral (2001 a 2014); membro do Conselho Diocesano de Formação Sacerdotal (2000 a 2014); Conselheiro nas Equipes de Nossa Senhora – ENS (1999 a 2016). 
Na CNBB, padre Moacir foi assessor eclesiástico da Pastoral Familiar do Regional Leste 2 (2011 a 2015). E, do início de 2015 2016 até sua ordenação episcopal exerceu a função de assessor nacional da Comissão Episcopal Pastoral para a Vida e a Família, na CNBB.
Sua ordenação episcopal aconteceu no dia 13 de agosto de 2016, na Matriz de São Bento, em Itapecerica.